# Amelia Lily
Amelia Lily, née le 16 octobre 1994, est une chanteuse anglaise, connue lors de la huitième saison du télé-crochet britannique The X Factor, où elle finit 3e. Son premier single "You Bring Me Joy" a été classé numéro 2 dans le chart anglais des singles.
Durant l'été 2017 elle participe à Celebrity Big Brother 20.

## Performances lors deThe X Factor
| Épisode             | Thème                                 | Ordre | Chanson                         | Artiste                  | Résultat   |
| ------------------- | ------------------------------------- | ----- | ------------------------------- | ------------------------ | ---------- |
| Audition            | choix libre                           | NC    | "Piece of My Heart"             | Beverley Knight          | Retenue    |
| Bootcamp 1          | Group performance                     | NC    | "You've Got the Love"           | Florence and the Machine | Retenue    |
| Bootcamp 2          | Solo performance                      | NC    | "Nobody Knows (en)"             | Pink                     | Retenue    |
| Judges' houses      | No theme                              | NC    | "E.T."                          | Katy Perry               | Retenue    |
| Judges' houses      | No theme                              | NC    | "Yoü and I"                     | Lady Gaga                | Retenue    |
| Week 1              | Songs by British and American artists | 1     | "Billie Jean"                   | Michael Jackson          | éliminée   |
| Week 2              | Love and heartbreak                   | NC    | NC                              | NC                       | NC         |
| Week 3              | Rock                                  | NC    | NC                              | NC                       | NC         |
| Week 4              | Halloween                             | NC    | NC                              | NC                       | NC         |
| Week 5              | Dancefloor fillers                    | NC    | NC                              | NC                       | NC         |
| Week 6              | le public ramène un éliminé           | NC    | NC                              | NC                       | 1er 48,8 % |
| Week 6              | chanson par Lady Gaga ou Queen        | 7     | "The Show Must Go On"           | Queen                    | 1er 27,4 % |
| Week 7              | Songs from films                      | 3     | "Think"                         | Aretha Franklin          | 5e 11,3 %  |
| Week 7              | Final showdown                        | 2     | "Yoü and I"                     | Lady Gaga                | Retenue    |
| Week 8              | Guilty pleasures                      | 5     | "China in Your Hand"            | T'Pau                    | 1er 23,8 % |
| Week 8              | Musical heroes                        | 10    | "Since U Been Gone"             | Kelly Clarkson           | 1er 23,8 % |
| Week 9 (Semi-final) | Motown                                | 2     | "Ain't No Mountain High Enough" | Diana Ross               | 3e 21,4 %  |
| Week 9 (Semi-final) | pas de thème                          | 6     | "I'm with You"                  | Avril Lavigne            | 3e 21,4 %  |
| Week 10 (Final)     | pas de thème                          | 3     | "Ain't No Other Man"            | Christina Aguilera       | 3e 26,5 %  |
| Week 10 (Final)     | Mentor duets                          | 6     | "River Deep – Mountain High"    | Ike & Tina Turner        | 3e 26,5 %  |

## Discographie

### Singles
| 2012                                                          | "You Bring Me Joy"                          | 2  | 21 | 67 | 2 | Be Fighter |
| 2013                                                          | "Shut Up (And Give Me Whatever You’ve Got)" | 11 | 10 | —  | 8 | Be Fighter |
| 2013                                                          | "Party Over"                                | —  | —  | —  | — | Be Fighter |
| "—" denotes singles that were not released, or did not chart. |                                             |    |    |    |   |            |

### En groupe
| Année | Singles                                                                              | meilleur position | meilleur position | meilleur position |
| Année | Singles                                                                              | UK                | IRE               | SCO               |
| ----- | ------------------------------------------------------------------------------------ | ----------------- | ----------------- | ----------------- |
| 2011  | "Wishing on a Star" (avec les finalistes de X Factor featuring JLS et One Direction) | 1                 | 1                 | 1                 |